# Niên lịch miền gió cát
Niên Lịch Miền Gió Cát là cuốn sách phi hư cấu viết năm 1949 bởi nhà sinh thái học, nhà lâm nghiệp và nhà môi trường học người Mỹ là Aldo Leopold. Nội dung mô tả khu đất quanh nhà tác giả ở hạt Sauk, bang Wisconsin, sách bao gồm loạt tiểu luận ủng hộ tư tưởng của Leopold về "đạo đức đất đai", cụ thể là mối quan hệ có trách nhiệm của con người với mảnh đất họ sống. Con trai tác giả là Luna Leopold chỉnh lý và xuất bản cuốn sách một năm sau khi cha ông chết, cuốn sách được coi là một dấu mốc trong phong trào bảo tồn ở Mỹ.
Sách in được hơn hai triệu bản và dịch sang ít nhất mười bốn thứ tiếng khác. Nó đã định hình và thay đổi phong trào môi trường cũng như thu hút sự quan tâm rộng rãi đến sinh thái học như một môn khoa học.

## Tổng quan
Niên Lịch Miền Gió Cát là cuốn sách tổng hòa kiến thức về lịch sử tự nhiên, nghệ thuật phác họa cảnh quan bằng con chữ và triết học. Có lẽ cuốn sách được biết đến nhiều nhất với câu trích dẫn sau đây, về định nghĩa đạo đức đất đai của tác giả: "Sự tình chỉ đúng đắn khi hướng đến bảo tồn sự toàn vẹn, ổn định và vẻ đẹp của quần xã sinh vật. Nó sai trái khi hướng tới những điều khác." Bản gốc tiếng Anh được phát hành bởi nhà xuất bản Oxford University Press vào năm 1949. Cuốn sách gom góp một số bài tiểu luận được Leopold đăng trước đó trên các tạp chí săn bắn và bảo tồn nổi tiếng, ngoài ra còn có thêm một loạt các bài tiểu luận dài hơn, có tính triết học hơn. Bản định dạng cuối cùng được Luna Leopold sắp xếp lại không lâu sau khi cha ông chết, bản thảo dựa trên những ghi chú có lẽ phản ánh chủ ý của Aldo Leopold. Các ấn bản tiếp theo đã thay đổi cả định dạng và nội dung của các bài tiểu luận có trong bản gốc.
Trong ấn bản gốc, cuốn sách mở đầu với tập tiểu luận có tiêu đề "Niên Lịch Miền Gió Cát", được chia thành mười hai phân đoạn, mỗi đoạn ứng với một tháng trong năm. Những bài tiểu luận này chủ yếu theo dõi những thay đổi trong hệ sinh thái tại trang trại của Leopold gần Baraboo, Wisconsin. (Trên thực tế không có đơn vị hành chính nào là "Sand County" ở Wisconsin. Biệt ngữ "miền gió cát" dùng để chỉ một phần của tiểu bang Wisonsin có thổ nhưỡng là đất cát). Có những truyện kể và quan sát về sự thích ứng của hệ thực vật và động vật với mùa tiết trong năm cũng như có đá động đến các vấn đề bảo tồn.
Phần thứ hai của cuốn sách, phần "Phác Thảo Đó Đây", dịch chuyển trọng tâm từ trục thời gian lịch sử sang khoảng không gian địa lý. Các bài tiểu luận được bố trí theo đề tài về trang trại và vùng hoang dã ở Canada, México và Hoa Kỳ. Một số trong đó là các bài tự truyện. Tỷ như "Cặp Chân Đỏ Quẫy Đạp" chẳng hạn, kể lại thời niên thiếu của Leopold đi săn ở Iowa. Bài tiểu luận "Suy Nghĩ Như Một Ngọn Núi" hồi tưởng chuyến đi săn bắn sau này, cho ta biết thêm quan điểm Leopold về sau. Leopold mô tả một con sói cái bị nhóm ông giết lúc các nhà bảo tồn đang tiến hành kiểm định việc loại bỏ những kẻ săn mồi ở đỉnh chuỗi thức ăn có làm trò săn bắn thêm trù mật. Bài tiểu luận cung cấp một thí dụ của sự kiểm soát gián tiếp do thác dinh dưỡng, phát biểu rằng việc loại bỏ bất kỳ loài nào cũng giáng một đòn nghiêm trọng lên phần còn lại của hệ sinh thái.
Cuốn sách khép lại bằng một chuỗi tiểu luận có tính triết học dưới tiêu đề "Buổi Yến Tiệc". Leopold khảo sát cảnh trớ trêu trong bảo tồn: để thúc đẩy sự biết ơn thiên nhiên hoang dã sâu sắc hơn và tạo ra sự hỗ trợ chính trị cần thiết, người ta khuyến khích thú tiêu khiển tận dụng thiên nhiên hoang dã, nhưng rốt cuộc lại thành ra phá hủy nó. Suy tư về "chiến lợi phẩm" làm bật lên tương phản trong cách mà vài người phải chiếm lấy một hiện vật chưng ra rằng họ chinh phục thiên nhiên, dầu cho là một bức hình chụp dĩ nhiên ít xâm hại hơn chiếc đầu thú gắn trên tường. Ông cho rằng chiến lợi phẩm tốt hơn hết là các đúc kết kinh nghiệm từ thiên nhiên, cùng với những tính cách được tôi luyện. Leopold lên án cách mà người hoạch định chính sách luôn lồng vào một động cơ kinh tế dưới danh nghĩa bảo tồn. Trong bài luận chốt hạ "Đạo Đức Đất Đai" Leopold tập trung sâu vào lý do bảo tồn thiên nhiên thích đáng hơn. Còn trong bài "Lương Tâm Sinh Thái" ông viết: "Bảo tồn là trạng thái hài hòa của loài người với đất đai." Leopold dầu thấy rằng ai cũng đồng ý dạy nhiều hơn bảo tồn là cần thiết, nhưng số lượng và nội dung vẫn còn được bàn luận. Ông tin rằng đất đai không phải là thứ hàng hóa thuộc sở hữu của con người; mà đúng ra là chúng ta phải kính nhường Trái Đất để không tiêu diệt đất đai. Ông thuyết lý rằng con người sẽ không còn được tự do, nếu không còn sót bất kỳ mảng hoang dã nào để chúng ta lang thang rong ruổi.
Nhà của Leopold, Aldo Leopold Shack and Farm, đã được kê khai trong Sổ bộ Địa danh Lịch sử Quốc gia Hoa Kỳ năm 1978.

## Tầm quan trọng và ảnh hưởng
Trong một cuộc thăm dò thành viên của Hiệp hội Nghiên cứu Tự nhiên Hoa Kỳ năm 1990, Niên Lịch Miền Gió Cát và Mùa Xuân Vắng Lặng của Rachel Carson có vị thế riêng như hai cuốn sách đáng kính hơn hết thảy về môi trường trong thế kỷ 20. Cuốn sách ít được chú ý tới khi mới vừa xuất bản nhưng trong cuộc thức tỉnh môi trường thập niên 1970, bản bìa mềm đã bán chạy bất ngờ. Cuốn sách vẫn bán được khoảng 40.000 bản mỗi năm.
Cuốn sách đã ảnh hưởng rộng rãi và được mô tả như là: "một trong những dấu mốc của phong trào môi trường", "ảnh hưởng to lớn đến thái độ của nước Mỹ đối với môi trường tự nhiên", "được công nhận là một tác phẩm cổ điển văn học của các hoạt động ngoài trời, cạnh tranh với Walden của Thoreau".
Cuốn sách ảnh hưởng to lớn đến các nhà tư tưởng về môi trường: "cùng với Mùa xuân thầm lặng của Rachel Carson và Walden, nó là một trong những nền tảng tri thức chính của chủ nghĩa môi trường ở Mỹ". Với cuốn sách này Leopold được trích dẫn như là một trong những nhà sáng lập nên Deep Ecology. Cuốn sách đã "thu hút sự chú ý lớn dường ấy từ các triết gia môi trường như một nguồn cảm hứng và ý tưởng". Bản thân Leopold được miêu tả là: "một người có tầm nhìn vẫn còn ảnh hưởng đến chính sách bảo tồn ở Mỹ".